# Long snapper

Diagramma di una "punt formation": il long snapper o deep snapper è indicato dalla sigla "DS" (in blu)

Nel football americano, il termine long snapper (o deep snapper) si riferisce ad un giocatore che è specializzato nel fare lo snap della palla il più velocemente e accuratamente possibile durante i punt, i field goal e i tentativi di extra point.

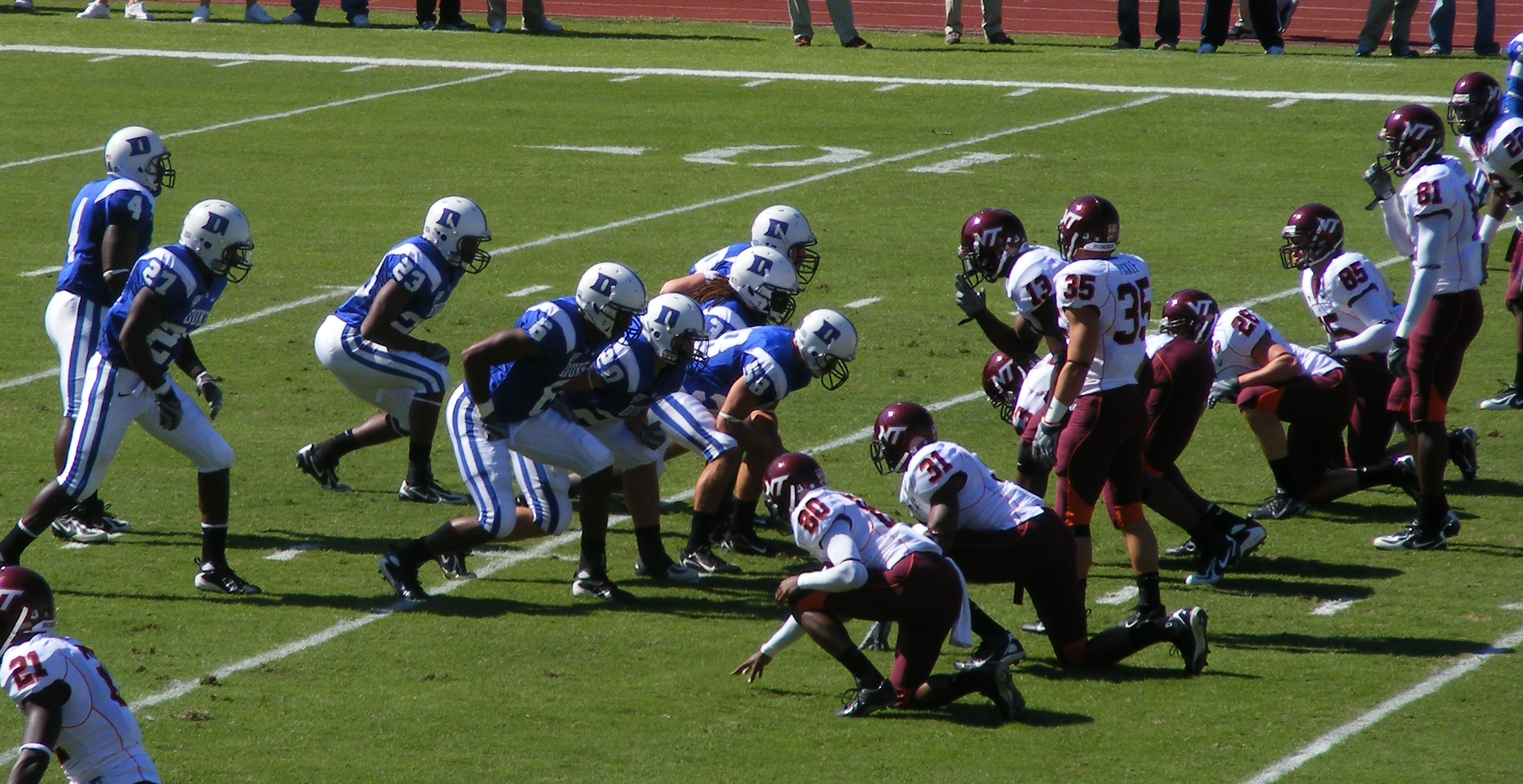
Nella "punt formation" il long snapper è il centro della linea d'attacco (#58 in blu)

Un "brutto snap" è uno snap che causa il ritardo del calcio o il blocco della palla. È solitamente causato da uno snap inaccurato.